# Lyiza
Lyiza es un cortometraje ruandés de 2011 dirigido por Marie-Clementine Dusabejambo. Ganó un premio bronce Tanit en el Festival de cine de Cartago 2012.

## Sinopsis
El pasado siempre está presente en la vida de Lyiza, quien tiene que vivir con el traumático recuerdo del asesinato de sus padres, durante el genocidio en Ruanda. Cuando reconoce en el padre de su compañera de clase, Rwena, al responsable de su asesinato, lo dice públicamente, creando una gran tensión. Pero la armonía vuelve a través de la intervención de una maestra que lleva a los jóvenes al museo del genocidio y guía a Lyiza hacia el perdón. Sin ser didáctica y con un estilo narrativo original, la película subraya la importancia de compartir experiencias y educar para la verdad y la reconciliación.